# Бойково (Кулицьке сільське поселення)
Бойково (рос. Бойково) — присілок в Калінінському районі Тверської області Російської Федерації.
Населення становить 33 особи. Входить до складу муніципального утворення Кулицьке сільське поселення.

## Історія
Від 2005 року входить до складу муніципального утворення Кулицьке сільське поселення.

## Населення
| 2010 |
| ---- |
| 33   |